# Ulysse (magazine)
Pour les articles homonymes, voir Ulysse (homonymie).
Ulysse est un magazine français à périodicité mensuelle créé en 1988. Il est édité par Courrier international et fait partie du groupe de presse La Vie-Le Monde.
Son rédacteur en chef est Jean-Christophe Rampal.
La publication du magazine s'est arrêtée en août 2011 avec le numéro 149.

## Contenu éditorial
Le magazine prône la culture du voyage. 
Chaque sommaire comprend:
- des informations brèves, le plus souvent reliées à des sujets d'actualité (voyages, découvertes, arts, personnalités)
- quelques reportages
- un dossier spécial découverte qui occupe plus de la moitié du magazine, et portant sur un pays, une région une contrée.